# Marina Machete
Marina Machete Reis (sinh ngày 1 tháng 10 năm 1995) là người mẫu và hoa hậu người Bồ Đào Nha từng đăng quang cuộc thi Hoa hậu Hoàn vũ Bồ Đào Nha 2023. Cô đại diện Bồ Đào Nha và lọt Top 20 chung cuộc Hoa hậu Hoàn vũ 2023 được tổ chức tại El Salvador.
Machete sẽ là một trong hai phụ nữ người chuyển giới tranh tài tại Hoa hậu Hoàn vũ 2023, người còn lại là Rikkie Valerie Kollé, đến từ Hà Lan. Trước Machete và Kollé, chỉ có một phụ nữ chuyển giới từng tham gia Hoa hậu Hoàn vũ, cụ thể hơn là người Tây Ban Nha Ángela Ponce, vào năm 2018. Với việc lọt Top 20 chung cuộc, cô đã trở thành người chuyển giới đầu tiên lọt vào vòng trong của lịch sử Hoa hậu Hoàn vũ.

## Tiểu sử
Machete sinh ngày 1 tháng 10 năm 1995 tại Palmela, quận Setúbal. Từ khi còn là thiếu niên, cô đã tham gia vào một số dự án xã hội ở Bồ Đào Nha.
Năm 2018, Machete bắt đầu làm tiếp viên hàng không.

## Các cuộc thi sắc đẹp

### Hoa hậu Hoàn vũ Bồ Đào Nha 2023
Vào ngày 5 tháng 10 năm 2023, Machete đại diện cho Palmela tại Hoa hậu Hoàn vũ Bồ Đào Nha 2023 và tranh tài với 16 ứng cử viên khác tại Borba Events Pavilion. Anh ấy đã giành được danh hiệu, kế nhiệm Telma Madeira. Cô cũng là người phụ nữ người chuyển giới đầu tiên dự thi Hoa hậu Hoàn vũ Bồ Đào Nha.
Cùng ngày, cô cũng giành được giải Hoa hậu tự tin xinh đẹp, giải thưởng được trao cho thí sinh tạo được nhiều hoạt động nhất trên mạng xã hội trước sự kiện.

### Hoa hậu Hoàn vũ 2023
Với tư cách là Hoa hậu Bồ Đào Nha, Machete đã đại diện cho Bồ Đào Nha tại cuộc thi Hoa hậu Hoàn vũ 2023 ở El Salvador và trở thành một trong 20 người đẹp lọt vào vòng chung kết.